# Knikmosschijfje
Het knikmosschijfje (Octospora coccinea) is een kleine oranje paddenstoel uit de familie Pyronomataceae. De soort parasiteert op bladmossen. Het komt voor op de bodem, in open en droge habitats, meestal in droog grasland bij bladmos. Het meestal voor bij scharlakenknolknikmos (Bryum klinggraeffii), soms bij klein klokhoedje (Encalypta vulgaris)  en zelden op bol knopmos (Acaulon muticum). Het infecteert bladeren, stengels en rhizoïde gemmae.

## Determinatie
De apotheciën hebben een diameter van 0,5–2 mm. Het hymenium is oranje van kleur. De rand is niet duidelijk aanwezig of of enigszins behaard. 
De ascus is 8-sporig. De ascosporen zijn tweezijdig gerangschikt, smal ellipsoïde tot nauw spoelvormig, glad, meestal met vier oliedruppels, twee grotere in het midden en twee kleinere dicht bij de uiteinden en meten (20–)24–30(–33) × (7–)8–10(–11) µm.

## Verspreiding
Er zijn waarnemingen bekend uit Europa (Oostenrijk, Tsjechië, Frankrijk, Duitsland, Hongarije, Italië, Slowakije, Spanje, Verenigd Koninkrijk en Nederland) en Noord-Amerika (Verenigde Staten).
Het knikmosschijfje komt in Nederland vrij zeldzaam voor.